# Université de Dacca
L'université de Dacca (en bengali : ঢাকা বিশ্ববিদ্যালয়), est la plus ancienne université du Bangladesh. Elle a été fondée par le Raj britannique en 1921, sur le modèle d'Oxbridge.
Au cours de ses premières années d'existence, l'université de Dacca développe une réputation d'« Oxford de l'Orient » et contribue énormément à l'histoire moderne d'Asie du Sud. Après la partition des Indes, elle devient le point focal des mouvements progressistes et démocratiques du Pakistan. Ses élèves et les enseignants jouent un rôle central dans la montée du nationalisme bengali et dans l'indépendance du Bangladesh.
Parmi les anciens distingués de l'université, on retrouve Satyendranath Bose (pionnier de la statistique de Bose-Einstein), Fazlur Rahman Khan (pionnier de l'ingénierie structurale moderne), Muhammad Yunus (lauréat du prix Nobel de la paix 2006), Tirukkannapuram Vijayaraghavan (co-découvreur du nombre de Pisot-Vijayaraghavan), Buddhadeb Bosu (poète bengali du XXe siècle), Rehman Sobhan (économiste), Abdus Suttar Khan (chimiste américain et inventeur du carburéacteur), Shamsur Rahman (poète du Bangladesh), Humayun Ahmed (un des écrivains les plus influents en langue bengali et réalisateur), Muhammed Zafar Iqbal (auteur de science-fiction et de littérature pour enfants) et Sheikh Mujibur Rahman (père fondateur du Bangladesh).
Aujourd'hui, elle est la plus grande université publique du Bangladesh, avec plus de 35 000 étudiants. Elle a été classée par le magazine Asiaweek comme l'une des cent meilleures universités en Asie. Toutefois, depuis les années 1990, l'université a souffert de conflits violents entre partisans intensément politisés.
Régulièrement, des islamistes fondamentalistes remettent en cause la mixité de l'université, mais l'État bangladais, séculier, refuse de revenir dessus, d'autant plus qu'il interdit les partis politiques religieux.

## Historique
La création de l'université est une compensation à l'annulation de la partition du Bengale en 1905. La partition avait établi East Bengal et Assam comme une province distincte, avec pour capitale Dacca. Cependant, la partition est abolie en 1911.
Établi en 1921 par le Dacca University Act  du Conseil législatif indien, elle est calquée sur les universités britanniques. Les activités académiques débutent le 1er juillet, 1921 avec 3 facultés : arts, sciences et droit; 12 départements : en sanskrit et en bengali, anglais, éducation, histoire, études arabes et islamiques, perses et l'ourdou, philosophie, économie et politique, Physique, Chimie, Mathématiques, et droit; 3 dortoirs pour les étudiants : Salimullah musulman Hall, Dacca Hall et Jagannath Temple. Entre 1929 et 1948, le nombre d'étudiants passe de 1300 à 1693.
Durant le mouvement de 1968 puis la guerre de libération du Bangladesh, les élèves et les enseignants de l'Université de Dhaka jouent un rôle essentiel. Lors du massacre de l'université de Dacca de 1971 (en), un grand nombre de professeurs et d'étudiants sont exécutés. En 1973, l'université et reconstituée et réorganisée dans le but d'améliorer l'enseignement et la recherche après la guerre d'indépendance de 1971. Cette réforme a pour but de rétablir son autonomie et fournir une atmosphère démocratique pour la communauté des enseignants et des étudiants afin qu'ils puissent exercer librement et pleinement leurs activités intellectuelles et d'enseignement.

## Rang international de l'université
En 2011-2012, l'université de Dacca est classée dans le classement des universités du monde les plus en vue dans le réalisé par l'agence Times Higher Education and Quacquarelli Symonds (THE–QS). Sur plus de 30 000 universités du monde entier, l'université de Dacca a été classée en 551 position. Par département, le classement en 2007 était: 336e en sciences humaines et arts, 256e en sciences naturelles, 297e en sciences sociales, 256e en ingénierie, 251e en médecine et science de la vie.
Parmi les meilleurs université d'Asie (Australie compris), le classement du magazine Asiaweek classe l'université de Dhaka 37e en 1999. En 2000, l'université obtient un rang relativement élevé sur la sélectivité des étudiants (23e), la réputation académique (74e), les professeurs (59e), la recherche (65e) et les ressources financières (74e).
D'un point de vue contenu et visibilité web, le classement Webometrics Ranking of World Universities (en), l'université se positionne au 2e au Bangladesh et 45e en Asie du Sud. Elle est dans le top 7000 (6388e) dans le classement de janvier 2009 des universités mondiales, dans les domaines Classement de la visibilité web des publications électroniques, des résultats scientifiques et des activités internationales. Le département d'économie de l'Université est classé en 2013 par Webometrics en 2434e position mondiale.

## Départements

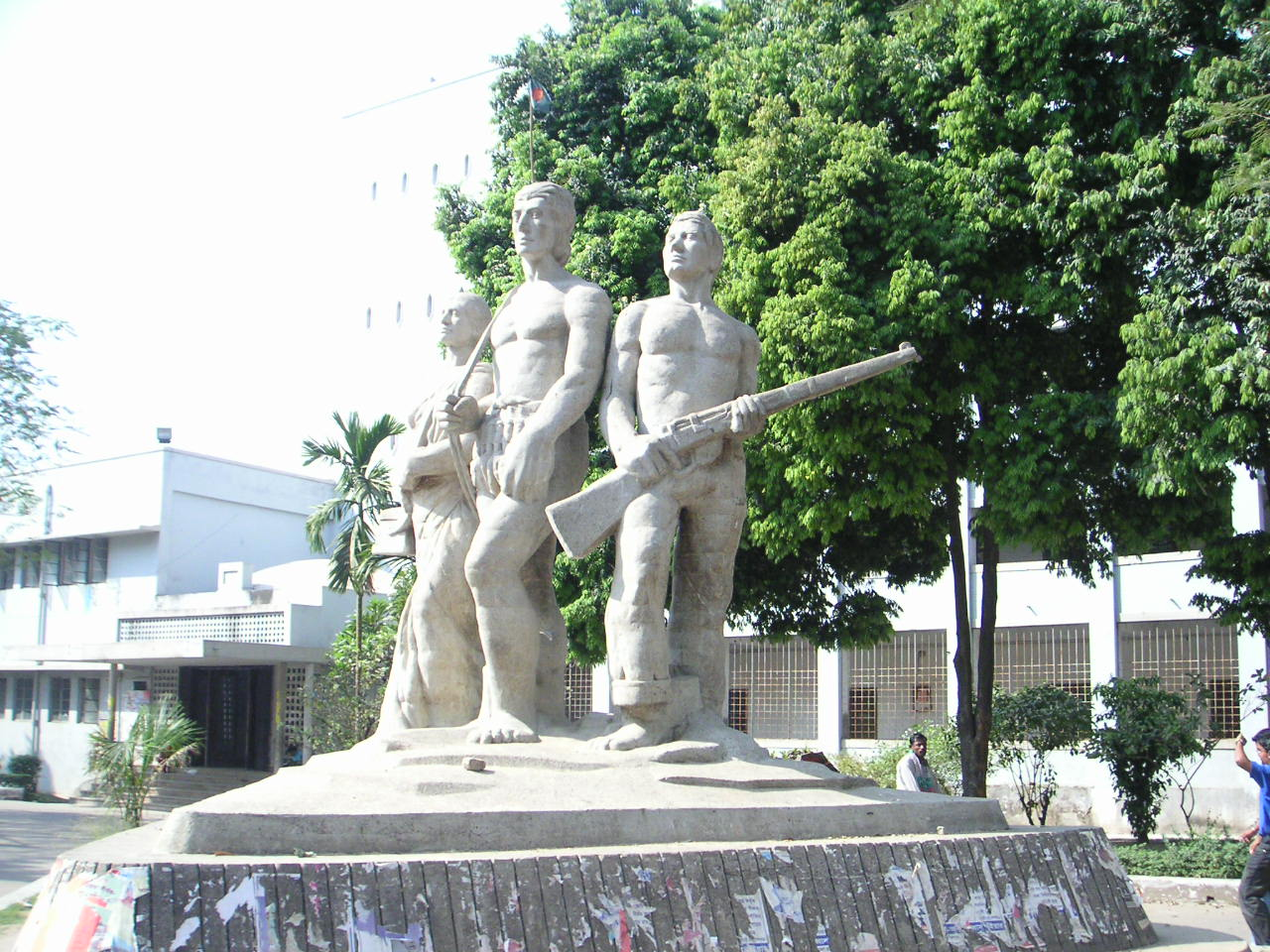
Aparajeyo Bangla : statue sur la guerre de libération du Bangladesh, située au centre du campus de l'université de Dacca

L'université est composée de 13 facultés (découpées en 70 départements) et une dizaine d'institutions.

### Facultés
- Faculty of Business Studies, University of Dhaka
- Faculty of Arts, University of Dhaka
- Faculty of Biological Science, University of Dhaka
- Faculty of Engineering & Technology, University of Dhaka
- Faculty of earth and Environmental Sciences, University of Dhaka
- Faculty of Education, University of Dhaka
- Faculty of Law, University of Dhaka|Faculty of Law
- Faculty of Medicine, University of Dhaka
- Faculty of PGMR, University of Dhaka
- Faculty of Pharmacy, University of Dhaka
- Faculty of Science, University of Dhaka
- Faculty of Social Science, University of Dhaka
- Faculty of Fine Arts, University of Dhaka
- Faculty of Engineering and Technology, University of Dhaka
- Faculty of Fine Art, University of Dhaka

### Instituts
- Institute of Education and Research
- Institute of Business Administration
- Institute of Statistical Research and Training (ISRT)
- Institute of Nutrition and Food Sciences
- Institute of Social Welfare and Research
- Institute of Health Economics
- Institute of Modern Languages(IML)
- Institute of Information Technology
- Institute of Leather Engineering & Technology
- Institute of Renewable Energy

## Anciens étudiants et professeurs

### Politique et service public
- Sheikh Mujibur Rahman
- Fakhruddin Ahmed
- Iftekhar Ahmed Chowdhury
- Shahabuddin Ahmed
- Zillur Rahman
- Rasheda K Chowdhury
- Syed Ishtiaq Ahmed

### Sciences
- Satyendranath Bose
- Mohammad Sajjad Alam
- A K M Siddiq
- Mohammad Sajjad Alam
- Dr Shahida Rafique
- M. Anwar Hossain
- Tirukkannapuram Vijayaraghavan
- A. K. Azad Chowdhury
- Taslima Akhter
- Amanullah Aman

### Artistes
- Farhana Afroz Bappy
- Dilara Begum Jolly
- Tayeba Begum Lipi
- Najib Tareque

### Autres domaines
- Humayun Azad
- Fazle Hasan Abed
- Shahnaz Munni
- Muhammad Yunus
- Hafiza Khatun
- Anisuzzaman